# Bahnbetriebswerk Neubrandenburg

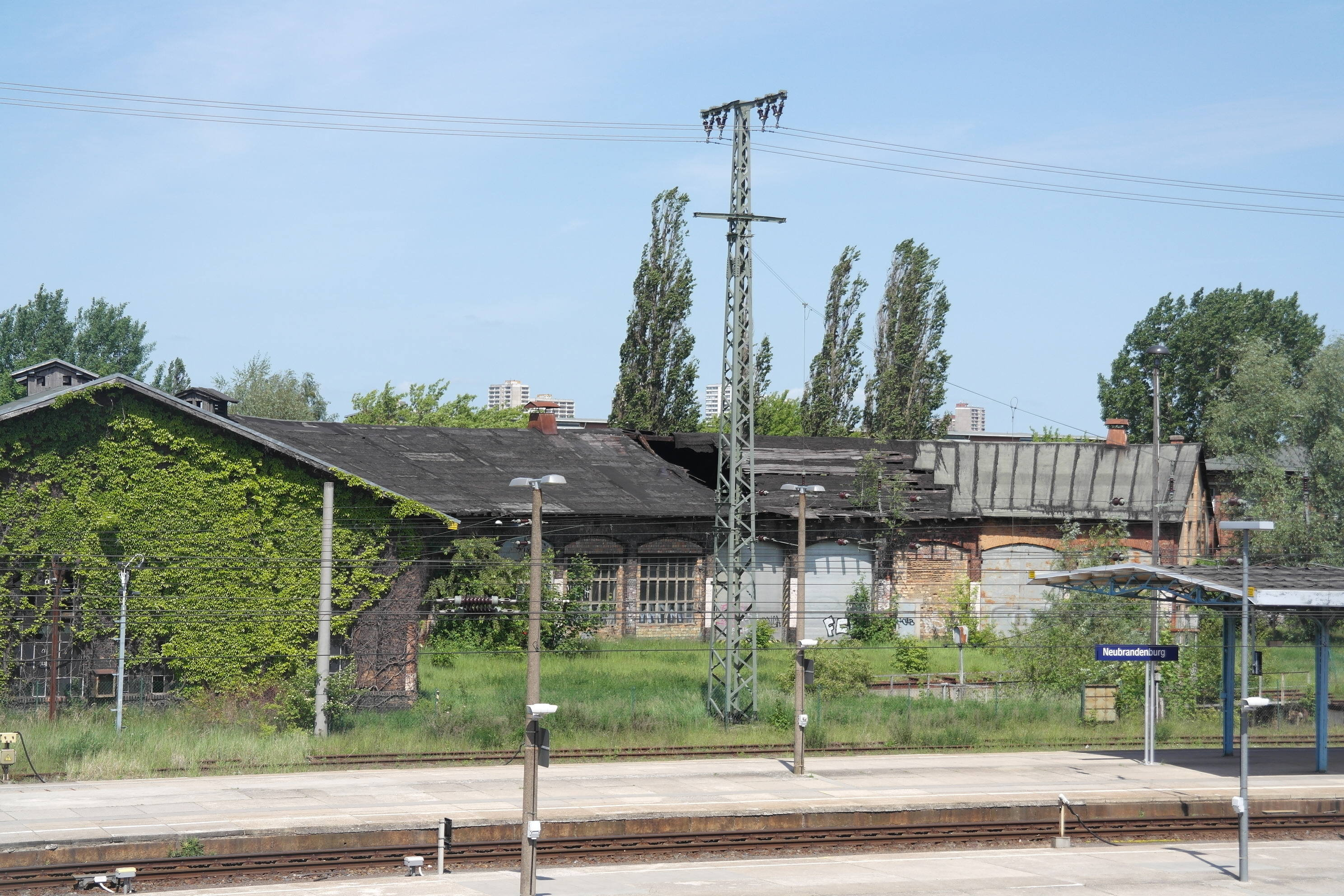
Blick auf den Ringlokschuppen des Bw Neubrandenburg (2013)

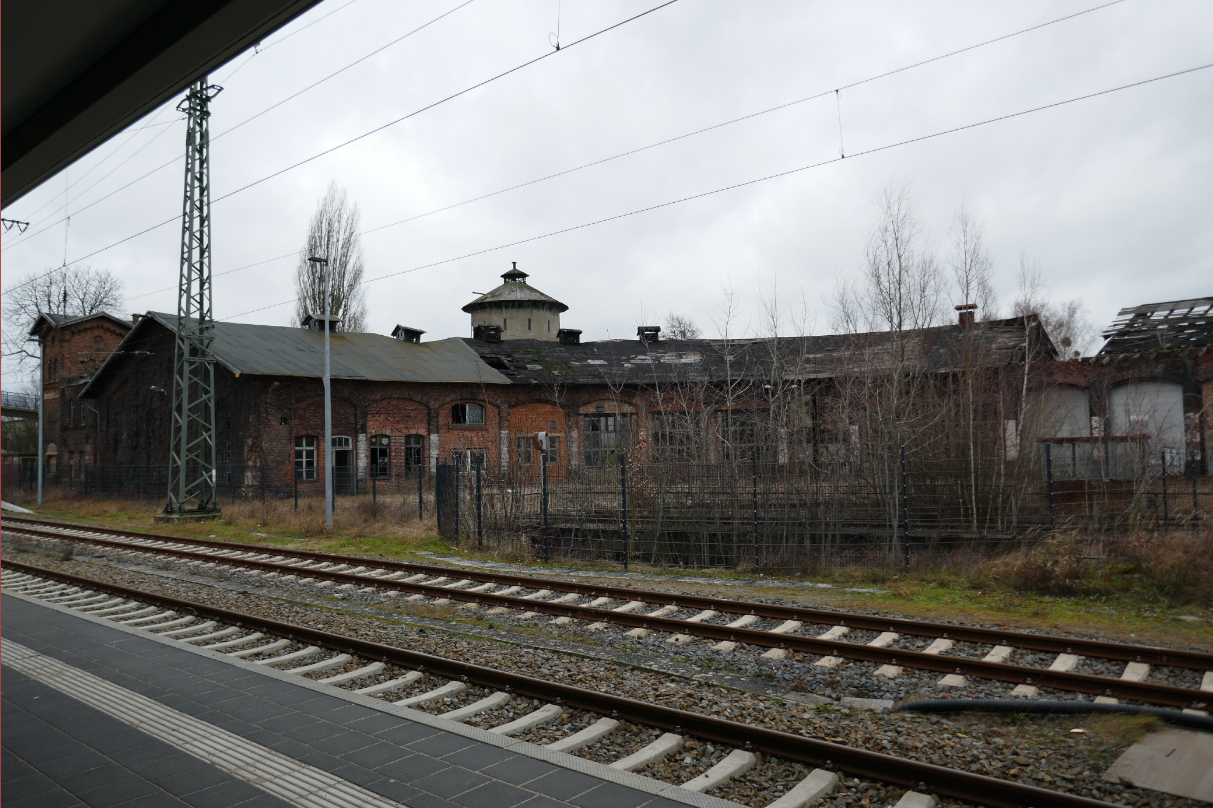
Bw Neubrandenburg, Lokschuppen und Wasserturm (2024)

Das Bahnbetriebswerk Neubrandenburg (kurz Bw Neubrandenburg), seit 1994 als Betriebshof Neubrandenburg (kurz Bh Neubrandenburg) bezeichnet, wurde 1864 eröffnet und diente der Wartung, Reparatur und Bereithaltung von Dampf- und später Diesellokomotiven, die in Neubrandenburg beheimatet waren oder dort Zugleistungen erbrachten. 1945 wurde das Bw, das bisher der Reichsbahndirektion Schwerin unterstanden hatte, der Reichsbahndirektion Greifswald zugeteilt.
Mit der Elektrifizierung der Bahnstrecke zwischen Stralsund und Neustrelitz zu Beginn der 1990er Jahre ging die Daseinsberechtigung des Bw endgültig verloren. Um Kosten zu sparen, löste die Deutsche Bahn AG das Bw zwischen 1994 und 1997 schrittweise auf. Nach vielen Jahren des Verfalls kaufte die Stadt dann das Areal 2014, um dort mit Hilfe eines Investors einen Sport- und Gesundheitspark einzurichten. Nach Absprung des Investors hält die Stadt weiterhin an einer Nachnutzung des Areals fest und plant dort den Bau eines Schwimmbades.
Die erhaltenen Teile des ehemaligen Bahnbetriebswerkes sind in der amtlichen Baudenkmalliste eingetragen.

## Geschichte

Unmaßstäbliches Gleisbild des Bw Neubrandenburg (um 1940)

Im Zuge der Eröffnung der Bahnstrecke Güstrow–Teterow–Malchin–Neubrandenburg im Jahre 1864 wurde auch im vorläufigen Endbahnhof Neubrandenburg eine Reparatur- und Unterhaltungswerkstatt von der Mecklenburgischen Friedrich-Franz-Eisenbahn in Betrieb genommen. 1873 bekam das Bw einen siebengleisigen Ringlokschuppen mit 16-Meter-Drehscheibe und zugehörigen Behandlungsanlagen. Nach der Eröffnung der Nordbahn im Jahre 1877 und der Inbetriebnahme der Nebenbahnen nach Waren (Müritz) und Friedland Ende des 19. Jahrhunderts erfolgte eine Erweiterung des Ringlokschuppens auf insgesamt 12 Stände.
Bis 1914 wurde ein zweiter Ringlokschuppen mit 6 Ständen, eine 20-Meter-Drehscheibe sowie ein Verwaltungs- und Sozialgebäude errichtet. Im Jahre 1923 erhielt der neue Ringlokschuppen 6 weitere Stände und 1935 ersetzte eine Einheits-Drehscheibe mit einem Durchmesser von 23 Meter die bis zu diesem Zeitpunkt bestehende 20-Meter-Drehscheibe.
Der Bedeutungsverlust des Bw, der bereits zu Beginn der 1990er Jahre eingesetzt hatte, setzte sich mit der Elektrifizierung der Bahnstrecke zwischen Stralsund und Neustrelitz 1993/1994 fort. Zum 1. Januar 1994 übernahm die Deutsche Bahn das Bw Neubrandenburg und wandelte es in einen Betriebshof um. Am 29. Mai 1994 löste die Deutsche Bahn AG dann den Fahrzeugbestand auf und unterstellte das ehemalige Bw am 1. Juli 1994 dem Betriebshof Neustrelitz als Einsatzstelle. Zum 1. Oktober 1997 erfolgte die Herabstufung zur Personal-Einsatzstelle, die 1999 wiederum der DB Regio AG zugeteilt und daraufhin geschlossen wurde.

## Lokomotivbestand
Im Jahr 1932 waren insgesamt 23 Dampflokomotiven im Bw Neubrandenburg stationiert. Bis 1936 erhöhte sich die Anzahl auf insgesamt 29 Lokomotiven. Die nachfolgende Aufzählung zeigt den Lokomotivbestand von 1932 (1936 als Klammerwert).
- Baureihe 03: 0 Stück (2 Stück)
- Baureihe 1710–12: 4 Stück (4 Stück)
- Baureihe 3810–40: 8 Stück (10 Stück)
- Baureihe 5525–56: 4 Stück (5 Stück)
- Baureihe 5516–22: 2 Stück (4 Stück)
- Baureihe 9119: 5 Stück (4 Stück)

Nach dem Zweiten Weltkrieg kamen auch Neubaulokomotiven nach Neubrandenburg. Gleichzeitig wurden alte Lokomotiven ausgemustert. In den 1950er und 1960er Jahren waren insbesondere die Baureihen 2310, 3810–40, 41, 52 und 562–8 in Neubrandenburg vertreten. Die Einführung der V 6012 im Jahre 1968 läutete den Traktionswandel in Neubrandenburg ein. Gleichzeitig begann die Ausmusterung der Baureihen 910–1, 930–4 und 744–13. 1972 wurden Lokomotiven der Baureihe 110 im Bw beheimatet und 1978 ersetzen schließlich Lokomotiven der Baureihe 118 die letzten verbliebenen Dampflokomotiven. Damit war das Bw Neubrandenburg nach dem Bw Neustrelitz das zweite Bw der Reichsbahndirektion Greifswald, das dampffrei war.
Zwischen 1983 und 1994 waren zudem mehrere Lokomotiven der Baureihe 132 in Neubrandenburg beheimatet.

## Einsatzstellen
Dem Bw Neubrandenburg waren zwischen 1945 und 1991 die Einsatzstellen Demmin, Friedland, Jarmen Nord, Loitz und Malchin zugeteilt. Malchin gehörte nur wenige Wochen zum Bw Neubrandenburg und kam Ende 1945 zum Bahnbetriebswerk Waren/Müritz. Die seit 1950 bestehende Einsatzstelle Jarmen Nord ging 1958 außer Betrieb. Demmin und Loitz folgten 1965 und 1968. Im Jahre 1991 wurde zuletzt die Einsatzstelle Friedland (seit 1951 beim Bw Neubrandenburg) geschlossen.